# Prionochilus xanthopygius
Prionochilus xanthopygius là một loài chim trong họ Dicaeidae.